# Biggekerke
Biggekerke (51° 30′ N, 3° 32′ L) é uma cidade dos Países Baixos, na província de Zelândia. Biggekerke pertence ao município de Veere, e está situada a 6 km, a noroeste de Vlissingen.
Em 2001, a cidade de Biggekerke tinha 602 habitantes. A área urbana da cidade é de 0.15 km², e tem 256 residências. 
A área de Biggekerke, que também inclui as partes periféricas da cidade, bem como a zona rural circundante, tem uma população estimada em 910 habitantes.